# Muntanyes Usambara

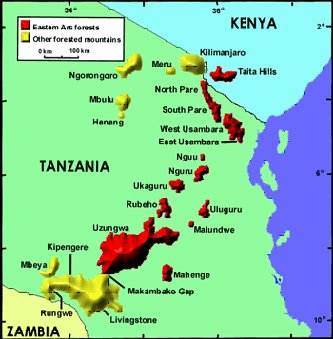
Plànol de les serralades de l'Àfrica oriental

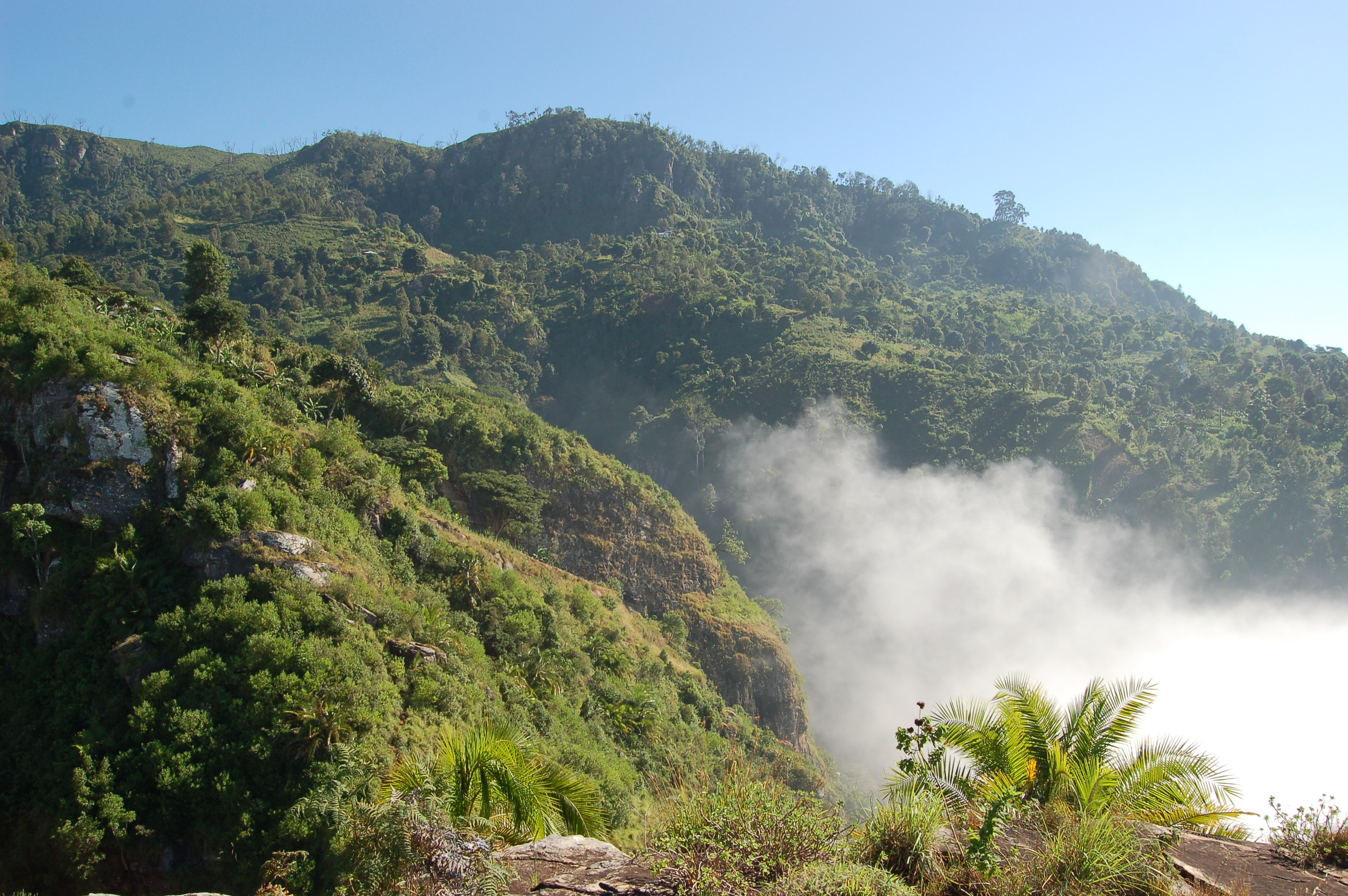
Muntanyes Usambara

Les muntanyes Usambara són una serralada situada al nord-est de Tanzània, aproximadament de 110 km de llarg, i amb una amplada que varia de 32 a 64 km. El punt més alt de la serralada és a 2.440 m.
Són part de les muntanyes de l'Arc Oriental que comencen a Kenya i s'estenen a través de Tanzània, i són un dels punts calents de biodiversitat a l'Àfrica. La serralada és accessible des de les ciutats de Lushoto a l'oest, i Amani a l'est. Les Usambara es divideixen habitualment en dues subserralades, l'Usambara occidental i l'Usambara oriental. L'oriental és més propera a la costa, rep més precipitacions, i és significativament més petita que l'occidental.

## Geologia i ecologia
Les Usambara són úniques, ja que, tot i que són a l'Àfrica oriental, les seves àrees verges són cobertes del mateix bosc tropical que avui roman principalment a l'oest del continent. La serralada es formà fa gairebé dos mil milions d'anys i a causa de la manca de glaciacions i d'un clima relativament consistent, la selva hi ha existit durant un període llarg: ha causat una evolució única que ocasiona una quantitat impressionant d'endemismes i un bosc molt antic.
Les Usambara orientals i occidentals són llargues serralades de formacions geològiques metamòrfiques precambrianes de gneis àcids, piroxès i amfíbols. Aquestes muntanyes es formaren alhora que es creava un sistema de drenatge que forma molts corrents que proporcionen aigua a la majoria de la població de la Tanzània nord-oriental.
Considerades enormement significatives ecològicament, hi ha moltes zones protegides per tota la serralada que estan sent expandides pel govern tanzà, en associació amb ONG i equips de recerca, i països donants com Noruega. Unes quantes espècies són endèmiques als boscos de les Usambara, incloent-hi el mussol d'Usambara (Bubo vosseleri), Sheppardia montana, Ploceus nicolli i l'arbre Calodendrum eickii.

## Història humana
Històricament les muntanyes Usambara han estat habitades pels bantu, sambaa, i massais, que eren una combinació d'agricultors i pastors. A finals del segle xviii els colonialistes alemanys varen arribar a la zona amb l'objectiu de conrear-hi una sèrie de plantes amb resultat econòmic (fusta, cafè, te i quinina), i també reservaren boscos per a la conservació d'aigua o per a usar-los com a arbreda. També portaren idees noves, occidentals, que eren de moltes maneres diametralment oposades a les creences tradicionals, com la coexistència amb el bosc, contra la creença dels "ambients separats". El resultat del colonialisme fou un canvi radical en la manera com els boscos es percebien en la comunitat, i la conversió de l'agricultura tradicional en collites efectives que conreaven quinina, pins (per a fusta), plàtans, blat de moro, te i cafè.

## Desenvolupament i turisme
Actualment, la població de les Usambara té una de les taxes de creixement més altes (aproximadament un 4% comparada a la mitjana nacional d'un 2,1%), amb un elevat índex de pobresa i una de les densitats de població més altes de tota Tanzània. La majoria dels habitants són pagesos de subsistència que confien fortament en els boscos al voltant d'ells per a arbreda, plantes medicinals, terreny per a l'agricultura i fusta per a combustible. Un 70% de la coberta originària de boscos de les Usambara oriental i occidental s'ha perdut.
Tanmateix, hi ha encara molts llocs que atreuen turistes que busquen aventures fora dels camins fressats. Aquestes inclouen el viatge a la població de Lushoto, l'antigament popular lloc de vacances alemany Reserva Natural d'Amani, i el Mazumbai University Forest, que és considerat l'últim exemple de bosc verge a les Usambara orientals.